# إيرانيو العراق
عجم العراق أو فرس العراق أو إيرانيو العراق وهم  مواطنين عراقيين من الدرجة الثانية اللذين يحملون اصول فارسية إيرانية تواجدوا في العراق بعد الاحتلال الفارسي لبابل، كان يقدر عددهم نحو 700 ألف تم تهجير أغلبهم من قبل نظام البعث في عقد السبعينات والثمانينات إلى إيران، حوالي 400 ألف منهم إستلموا الجنسية الإيرانية فيما عاد البعض منهم إلى العراق بعد سقوط نظام صدام حسين في 2003، ينتشرون بين مدن بغداد وكربلاء والنجف والبصرة.